# FanCentro

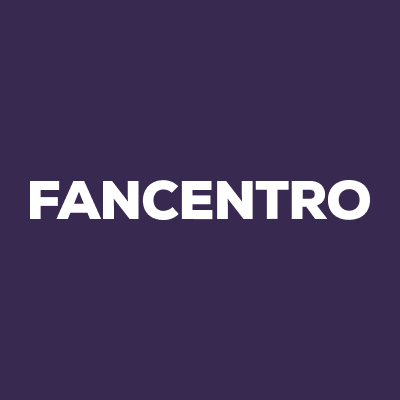
Logo de la web FanCentro.

FanCentro es una plataforma de sitio web basada en suscripción creada en 2017 que permite a los artistas de películas para adultos y otras personas influyentes vender acceso a sus cuentas privadas de redes sociales. Debido a la eliminación desenfrenada de plataformas y la prohibición oculta de contenido relacionado con el sexo en los sitios de redes sociales, la plataforma comenzó a permitir que los fanáticos se suscribieran a fuentes de contenido directamente en el sitio. El surgimiento de redes sociales premium como FanCentro, OnlyFans y JustForFans es un cambio significativo en la estructura de la industria del porno, ya que los artistas pueden poseer y seguir beneficiándose de su trabajo y controlar mejor las condiciones laborales.

## Historia
La plataforma FanCentro fue desarrollada por los empresarios Stan Fiskin y Alan Hall de AdultCentro tras el éxito de su herramienta ModelCentro, que permitía a artistas adultos individuales crear sus propios sitios web de suscripción. A diferencia de las plataformas anteriores, que dependían de las redes sociales o de visitantes externos, FanCentro brindaba a los creadores de contenido la capacidad de crear su audiencia desde la audiencia existente de la plataforma.

## Casa de FanCentro
En mayo de 2019, FanCentro lanzó House Of FanCentro, un taller gratuito de una semana en Miami, conectando modelos en su plataforma con fotógrafos profesionales, con el objetivo de mejorar su contenido. Otro evento de House of FanCentro se llevó a cabo en Los Ángeles más tarde ese año y en Medellín, Colombia en 2020. Se cancelaron otros eventos luego del brote del coronavirus.

## Crecimiento durante COVID-19
Durante la pandemia y el cierre del coronavirus de 2020, las redes sociales pagas experimentaron un crecimiento significativo después de que se detuviera la producción convencional para adultos. FanCentro dijo que vio un aumento del 65% en las nuevas suscripciones diarias en las primeras semanas del cierre. Para mayo de 2020, el sitio contaba con más de 190 000 modelos (frente a 15 000 en septiembre de 2019 y 6000 en julio de 2018) con 19 000 inscritos solo en los dos meses anteriores. 
FanCentro animó a las personas influyentes en su plataforma a alentar a las personas a quedarse en casa y combatir la información errónea sobre el virus COVID-19.